# Яцюта Павло Тарасович
Павло Тарасович Яцюта (нар. 1914, місто Бориспіль, тепер Київської області — ?) — український радянський діяч, секретар Тернопільського обласного комітету КПУ, голова Тернопільського обласного комітету народного контролю.

## Життєпис
Член ВКП(б).
З жовтня 1941 року служив у Червоній армії старшиною 216-го стрілецького полку, учасник німецько-радянської війни.
Після демобілізації — на партійній роботі. На 1946—1948 роки — інструктор відділу Тернопільського обласного комітету КП(б)У.
У березні 1956 — 5 лютого 1963 року — секретар Тернопільського обласного комітету КПУ з питань сільського господарства.
5 лютого 1963 — грудень 1965 року — голова Тернопільського обласного комітету партійно-державного контролю — секретар Тернопільського обласного комітету КПУ та заступник голови виконавчого комітету Тернопільської обласної ради депутатів трудящих.
28 грудня 1965 — після 1974 року — голова Тернопільського обласного комітету народного контролю.
Потім — персональний пенсіонер.

## Нагороди
- орден Вітчизняної війни І ст. (23.12.1985)
- орден Трудового Червоного Прапора (26.02.1958)
- орден «Знак Пошани» (23.01.1948)
- орден Червоної Зірки (30.05.1951)
- медаль «За перемогу над Німеччиною у Великій Вітчизняній війні 1941—1945 рр.» (1945)
- медалі